# IC 1381
IC 1381 је спирална галаксија у сазвјежђу Водолија која се налази на листи објеката дубоког неба у Индекс каталогу.
Деклинација објекта је - 1° 11' 17" а ректасцензија 21h 27m 33,6s. Привидна величина (магнитуда) објекта IC 1381 износи 14,6 а фотографска магнитуда 15,4. IC 1381 је још познат и под ознакама MCG 0-54-16, CGCG 375-36, NPM1G -01.0541, PGC 66789.